# Schwimmhandschuh

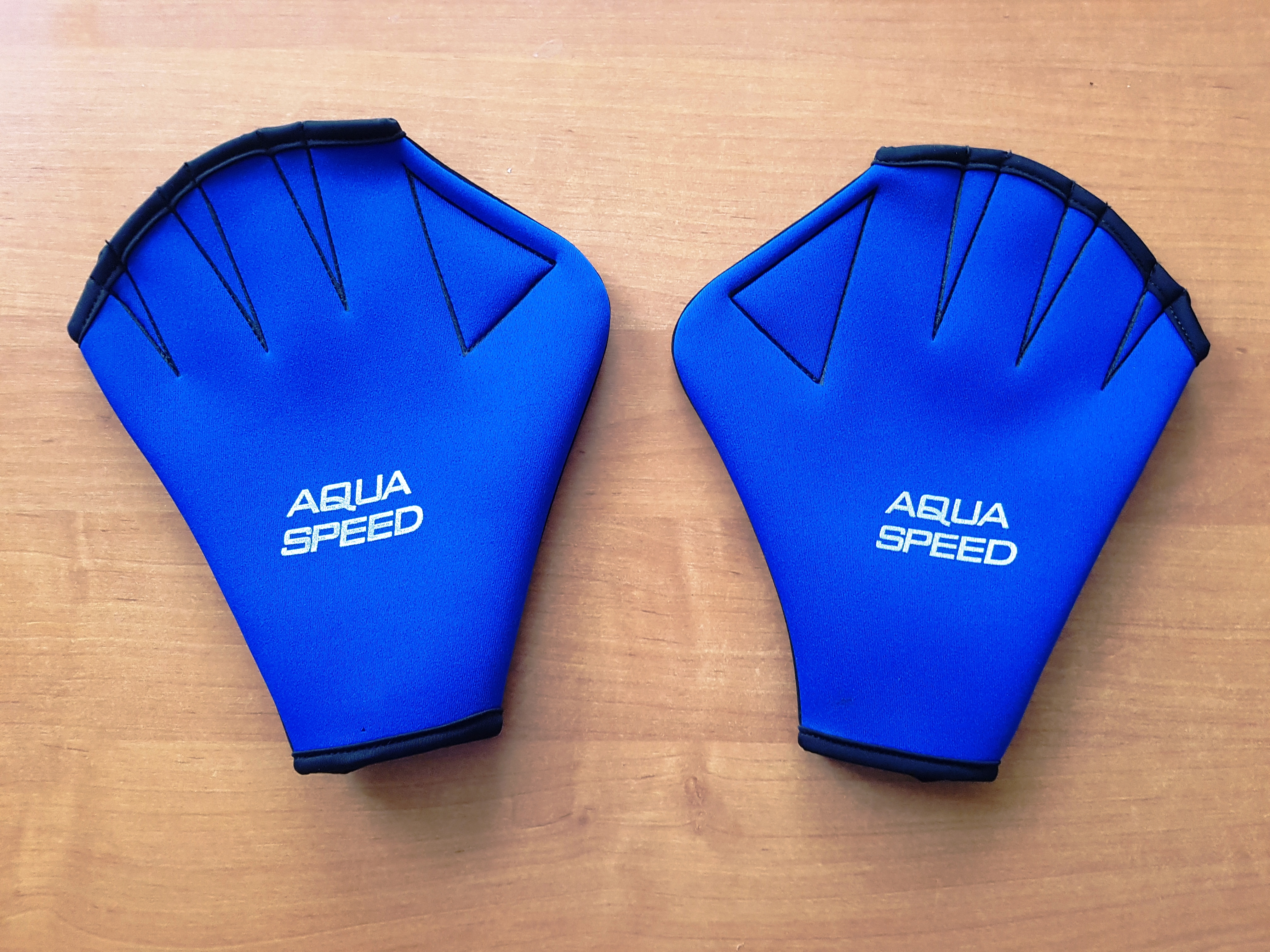
Schwimmhandschuhe

Schwimmhandschuhe sind eine Schwimmhilfe zum Erlernen von Schwimmtechniken. Diese Handschuhe aus flexiblem Stoff dienen dazu, den Wasserwiderstand der Hände beim Wassersport zu erhöhen. Insbesondere Kraul- und Schmetterlingschwimmer mit kleinen Händen profitieren davon. Schwimmhandschuhe sind gut geeignet, um die Schulterpartien beim Kraulen noch besser zu trainieren. Weil sie den Wasserwiderstand erhöhen, eignen sie sich auch zum Armtraining beim Aquajogging, der Wassergymnastik und anderen Wassersportarten.
Eine ähnliche Aufgabe haben Paddles (Alternativbezeichnungen: Handbretter, Schwimm-Paddel), feste kleine „Schwimmbrettchen“, meist aus Kunststoff, die vor die Hände geschnallt werden und ebenfalls fürs Wassertraining, insbesondere Schwimmen, gedacht sind.